# Uiútne (Nijniohirski)
|  | Per a altres significats, vegeu «Uiútnoie». |

Uiútne (en (ucraïnès): Уютне, en rus: Уютное, Uiútnoie) és un poble de la República Autònoma de Crimea a Ucraïna, que el 2014 tenia 423 habitants. Pertany al districte de Nijniohirski. Fins al 1948 la vila es deia Totanai.